# Eriochrysis laxa
Eriochrysis laxa är en gräsart som beskrevs av Jason Richard Swallen. Eriochrysis laxa ingår i släktet Eriochrysis och familjen gräs. Inga underarter finns listade i Catalogue of Life.